# Calceolaria
Calceolaria este un gen de plante din familia  Scrophulariaceae.

## Specii
Cuprinde peste 120  specii.